# Ealing (Londres)

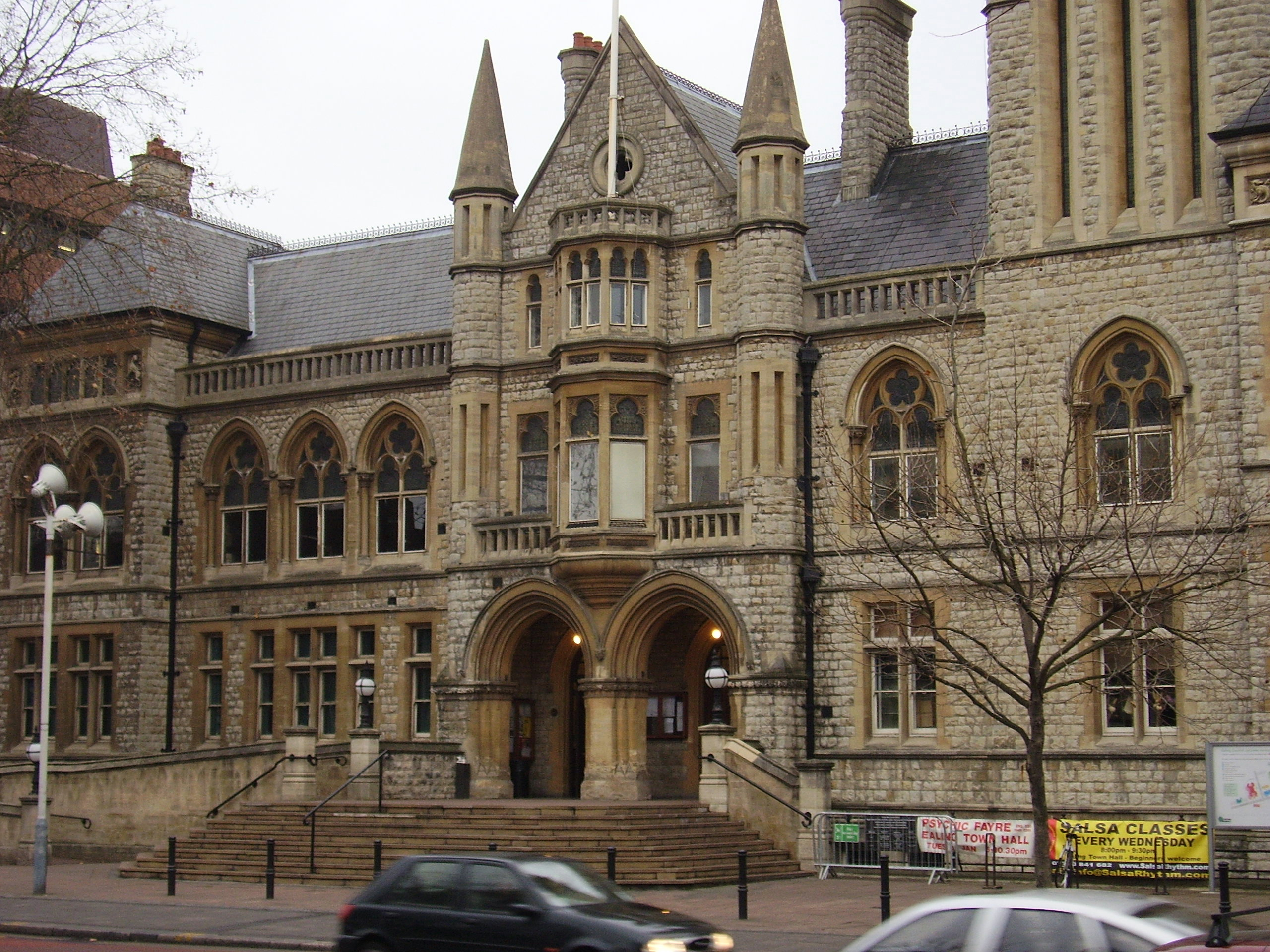
Ealing Town Hall, na Ealing Broadway

Ealing é um distrito no borough de Ealing, na Região de Londres, na Inglaterra.
Está localizado 7,7 milhas (12,4 quilômetros) a oeste de Charing Cross e é um dos maiores centros metropolitanos identificados pelo London Plan.
Era originalmente uma vila rural do condado de Middlesex, e tornou-se um borough em 1901. Faz parte da Região de Londres desde 1965.
Ealing é conhecida pelos estúdios de cinema, que são os mais antigos do mundo, e famosos principalmente por suas comédias (chamadas de "comédias Ealing"), entre elas Kind Hearts and Coronets, Passport to Pimlico, The Ladykillers e The Lavender Hill Mob.